# Julian Eberhard
Julian Eberhard (ur. 9 listopada 1986 w Saalfelden am Steinernen Meer) – austriacki biathlonista, dwukrotny medalista mistrzostw świata.

## Kariera
Po raz pierwszy na arenie międzynarodowej pojawił się 12 grudnia 2004 roku w Obertilliach, gdzie w zawodach Pucharu IBU juniorów zajął 34. miejsce w sprincie. W marcu 2005 roku wystąpił na mistrzostwach świata juniorów w Kontiolahti, zajmując między innymi jedenaste miejsce w sprincie i czwarte w sztafecie. Jeszcze dwukrotnie brał udział w imprezach tego cyklu, zajmując między innymi czwarte miejsce w sztafecie na mistrzostwach świata juniorów w Martell w 2007 roku. W tym samym roku zdobył srebrny medal w sztafecie podczas mistrzostw Europy juniorów w Bansku.
W zawodach Pucharu Świata zadebiutował 8 grudnia 2006 roku w Hochfilzen, gdzie zajął 57. miejsce w sprincie. Pierwsze punkty wywalczył 12 grudnia 2008 roku w tej samej miejscowości, zajmując w sprincie 36. miejsce. Na podium zawodów tego cyklu po raz pierwszy stanął 18 marca 2016 roku w Chanty-Mansyjsku, wygrywając rywalizację w sprincie. W zawodach tych wyprzedził dwóch Niemców: Simona Schemppa i Arnda Peiffera. W kolejnych startach odniósł jeszcze trzy zwycięstwa: 5 stycznia 2017 roku w Oberhofie i 3 marca 2017 roku w Pjongczangu wygrywał sprinty, a 11 marca 2018 roku w Kontiolahti triumfował w biegu masowym. Najlepsze wyniki osiągnął w sezonie 2016/2017, kiedy zajął szóste miejsce w klasyfikacji generalnej, a w klasyfikacji sprintu był drugi.
Na mistrzostwach świata w Hochfilzen wspólnie z Danielem Mesotitschem, Dominikiem Landertingerem oraz Simonem Ederem zdobył brązowy medal w sztafecie. Podczas rozgrywanych dwa lata później mistrzostw świata w Östersund wywalczył brązowy medal w biegu masowym. Lepsi okazali się jedynie Włoch Dominik Windisch i Antonin Guigonnat z Francji. Był też między innymi czwarty w sztafecie na rozgrywanych w 2016 roku mistrzostwach świata w Oslo.
W 2018 roku wystartował na igrzyskach olimpijskich w Pjongczangu, gdzie był między innymi czwarty w sztafecie i sprincie. W drugiej z tych konkurencji walkę o podium przegrał z Dominikiem Windischem o 0,7 sekundy.
Po sezonie 2021/2022 zakończył sportową karierę.

## Osiągnięcia

### Igrzyska olimpijskie
| Rok  | Miejscowość | Konkurencje | Konkurencje | Konkurencje | Konkurencje | Konkurencje | Konkurencje | Konkurencje |
| Rok  | Miejscowość | IN          | SP          | PU          | MS          | RL          | MR          | SR          |
| ---- | ----------- | ----------- | ----------- | ----------- | ----------- | ----------- | ----------- | ----------- |
| 2018 | Pjongczang  | 17.         | 4.          | 15.         | 6.          | 4.          | 10.         | nd.         |

### Mistrzostwa świata
| Rok  | Miejscowość | Konkurencje | Konkurencje | Konkurencje | Konkurencje | Konkurencje | Konkurencje | Konkurencje |
| Rok  | Miejscowość | IN          | SP          | PU          | MS          | RL          | MR          | SR          |
| ---- | ----------- | ----------- | ----------- | ----------- | ----------- | ----------- | ----------- | ----------- |
| 2013 | Nové Město  | –           | 66.         | –           | –           | 16.         | –           | nd.         |
| 2015 | Kontiolahti | –           | 44.         | 37.         | –           | –           | –           | nd.         |
| 2016 | Oslo        | 58.         | 36.         | 26.         | –           | 4.          | –           | nd.         |
| 2017 | Hochfilzen  | 14.         | 7.          | 8.          | 19.         | 3.          | –           | nd.         |
| 2019 | Östersund   | 41.         | 16.         | 19.         | 3.          | 8.          | –           | –           |
| 2020 | Anterselva  | dnf.        | 26.         | 14.         | 9.          | 6.          | –           | –           |
| 2021 | Pokljuka    | 34.         | 67.         | –           | –           | 10.         | –           | –           |

### Mistrzostwa świata juniorów
| Rok  | Miejscowość  | Konkurencje | Konkurencje | Konkurencje | Konkurencje | Konkurencje | Konkurencje | Konkurencje |
| Rok  | Miejscowość  | IN          | SP          | PU          | MS          | RL          | MR          | SR          |
| ---- | ------------ | ----------- | ----------- | ----------- | ----------- | ----------- | ----------- | ----------- |
| 2005 | Kontiolahti  | 16.         | 11.         | 4.          | nd.         | 14.         | nd.         | nd.         |
| 2006 | Presque Isle | 7.          | 28.         | 32.         | nd.         | 9.          | nd.         | nd.         |
| 2007 | Martell      | 22.         | 85.         | –           | nd.         | –           | nd.         | nd.         |

### Mistrzostwa Europy
| Rok  | Miejscowość | Konkurencje | Konkurencje | Konkurencje | Konkurencje | Konkurencje | Konkurencje | Konkurencje |
| Rok  | Miejscowość | IN          | SP          | PU          | MS          | RL          | MR          | SR          |
| ---- | ----------- | ----------- | ----------- | ----------- | ----------- | ----------- | ----------- | ----------- |
| 2009 | Ufa         | 11.         | 34.         | DNS         | nd.         | 5.          | nd.         | nd.         |
| 2010 | Otepää      | DNS         | 15.         | 17.         | nd.         | 9.          | nd.         | nd.         |
| 2011 | Ridnaun     | –           | 29.         | DNS         | nd.         | 4.          | nd.         | nd.         |
| 2012 | Osrblie     | 6.          | 16.         | 18.         | nd.         | 4.          | nd.         | nd.         |

### Mistrzostwa Europy juniorów
| Rok  | Miejscowość | Konkurencje | Konkurencje | Konkurencje | Konkurencje | Konkurencje | Konkurencje | Konkurencje |
| Rok  | Miejscowość | IN          | SP          | PU          | MS          | RL          | MR          | SR          |
| ---- | ----------- | ----------- | ----------- | ----------- | ----------- | ----------- | ----------- | ----------- |
| 2006 | Langdorf    | 38.         | 32.         | DNS         | nd.         | 8.          | nd.         | nd.         |
| 2007 | Bansko      | 16.         | 13.         | 14.         | nd.         | 2.          | nd.         | nd.         |

### Puchar Świata

#### Miejsca w klasyfikacji generalnej
| Sezon     | Miejsce           |
| --------- | ----------------- |
| 2006/2007 | -                 |
| 2007/2008 | -                 |
| 2008/2009 | 88.               |
| 2009/2010 | 114.              |
| 2010/2011 | 47.               |
| 2011/2012 | -                 |
| 2012/2013 | 40.               |
| 2013/2014 | 65.               |
| 2014/2015 | 47.               |
| 2015/2016 | 24.               |
| 2016/2017 | 6.                |
| 2017/2018 | 16.               |
| 2018/2019 | 9.                |
| 2019/2020 | 20.               |
| 2020/2021 | 43.               |
| 2021/2022 | niesklasyfikowany |

#### Zwycięstwa w zawodach Pucharu Świata
| Lp. | Dzień      | Rok  | Miejscowość     | Konkurencja          | Pudła   | Czas biegu | Przypisy |
| --- | ---------- | ---- | --------------- | -------------------- | ------- | ---------- | -------- |
| 1.  | 18 marca   | 2016 | Chanty-Mansijsk | Sprint na 10 km      | 0+0     | 24:18,6    | –        |
| 2.  | 5 stycznia | 2017 | Oberhof         | Sprint na 10 km      | 1+0     | 27:26,8    | –        |
| 3.  | 3 marca    | 2017 | Pjongczang      | Sprint na 10 km      | 0+0     | 23:11,1    | –        |
| 4.  | 11 marca   | 2018 | Kontiolahti     | Bieg masowy na 15 km | 0+0+1+1 | 38:04,8    | –        |

#### Miejsca na podium w zawodach chronologicznie
| Lp. | Dzień       | Rok  | Miejscowość     | Konkurencja               | Lokata | Pudła   | Czas biegu | Strata | Zwycięzca            |
| --- | ----------- | ---- | --------------- | ------------------------- | ------ | ------- | ---------- | ------ | -------------------- |
| 1.  | 18 marca    | 2016 | Chanty-Mansijsk | Sprint na 10 km           | 1.     | 0+0     | 24:18,6    | –      | –                    |
| 2.  | 5 stycznia  | 2017 | Oberhof         | Sprint na 10 km           | 1.     | 1+0     | 27:26,8    | –      | –                    |
| 3.  | 13 stycznia | 2017 | Ruhpolding      | Sprint na 10 km           | 2.     | 0+0     | 22:52,2    | + 18,0 | Martin Fourcade      |
| 4.  | 3 marca     | 2017 | Pjongczang      | Sprint na 10 km           | 1.     | 0+0     | 23:11,1    | –      | –                    |
| 5.  | 4 marca     | 2017 | Pjongczang      | Bieg pościgowy na 12,5 km | 3.     | 0+2+0+1 | 32:00,9    | + 36,7 | Martin Fourcade      |
| 6.  | 11 marca    | 2018 | Kontiolahti     | Bieg masowy na 15 km      | 1.     | 0+0+1+1 | 38:04,8    | –      | –                    |
| 7.  | 20 stycznia | 2019 | Ruhpolding      | Bieg masowy na 15 km      | 2.     | 0+1+0+1 | 36:43,8    | + 0,6  | Johannes Thingnes Bø |
| 8.  | 17 marca    | 2019 | Östersund       | Bieg masowy na 15 km      | 3.     | 0+0+3+1 | 41:17,4    | + 23,3 | Dominik Windisch     |

### Puchar IBU

#### Miejsca w klasyfikacji generalnej
| Sezon     | Miejsce |
| --------- | ------- |
| 2007/2008 | 35.     |
| 2008/2009 | 65.     |
| 2009/2010 | 11.     |
| 2010/2011 | 27.     |
| 2011/2012 | 95.     |
| 2012/2013 | 17.     |

#### Miejsca na podium chronologicznie
| Lp. | Dzień        | Rok  | Miejscowość     | Konkurencja               | Lokata | Pudła   | Czas biegu | Strata | Zwycięzca      |
| --- | ------------ | ---- | --------------- | ------------------------- | ------ | ------- | ---------- | ------ | -------------- |
| 1.  | 6 lutego     | 2010 | Haute-Maurienne | Sprint na 10 km           | 2.     | 1+2     | 27:52,6    | +3,9   | Daniel Böhm    |
| 2.  | 7 lutego     | 2010 | Haute-Maurienne | Bieg pościgowy na 12,5 km | 2.     | 2+1+0+1 | 37:48,3    | +11,9  | Christoph Knie |
| 3.  | 24 listopada | 2012 | Idre            | Sprint na 10 km           | 1.     | 1+0     | 25:07,3    | –      | –              |
| 4.  | 25 listopada | 2012 | Idre            | Sprint na 10 km           | 1.     | 1+2     | 24:23,8    | –      | –              |
| 5.  | 1 grudnia    | 2012 | Beitostølen     | Sprint na 10 km           | 1.     | 0+1     | 26:06,3    | –      | –              |
| 6.  | 19 stycznia  | 2014 | Ruhpolding      | Bieg pościgowy na 12,5 km | 1.     | 1+0+0+0 | 34:50,7    | –      | –              |